# Moritz Pathé
Moritz Pathé (* 25. Dezember 1893 in Berlin; † 9. April 1956 in Essen) war ein deutscher Maler und Buchillustrator, Pressezeichner, Kunstpädagoge, Schriftsteller, Afrikareisender, Tierfänger und Jäger.

## Leben
Pathé war ein Sohn des in Berlin wirkenden Porträtmalers und Illustrators Moritz Pathe (1858–1907). Sein Vater hatte sich darauf spezialisiert, Lithografien und Fotografien zu übermalen, um sie so vor dem Ausbleichen zu schützen. Pathé besuchte die Berliner Kunstgewerbeschule und arbeitete danach als Pressezeichner des Ullstein Verlages. Er war zudem als Restaurator, Gestalter von Innenraumdekorationen tätig. Er war eine Zeit lang Kunstpädagoge (Lehrer der Tierklasse) in den Studienateliers für Malerei und Plastik in Berlin-Charlottenburg in der Kantstraße 159 tätig.
In den 1930er Jahren heiratete er die Tochter eines Zechendirektors und zog nach Essen.
Pathé war in erster Linie Tiermaler. Sein Werk als bildender Künstler besteht aus Gemälden, die er während seiner Expeditionsreisen in Westafrika schuf und über die er auch in Reisebüchern, beispielsweise in seinem Buch Auf Tierfang in Afrika berichtete. Daneben illustrierte er seit den 1920er Jahren zahlreiche erzählende Werke für Kinder, Jugendliche und Erwachsene, u. a. einen Großteil der im Schneider-Verlag erschienenen Werke von Erich Kloss. Pathé fertigte neben Farbillustrationen auch Federzeichnungen an. Sein Schwerpunkt lag in der Jagd- und Tiermalerei für die damalige Kolonial- und Jagdliteratur. Sein 1940 erschienenes Buch Bunte Tierwelt Kamerun. wurde nach dem Zweiten Weltkrieg von dem Alliierten in die Liste der verbotenen Literatur aufgenommen. Sein Bruder Peter Pathé war ein Tänzer und Kabarettist im Berlin der 1920er Jahre, der gemeinsam mit Maria Hagen auftrat.

## Werke (Auswahl)
Bilder
- Gepard und Schimpanse Aquarell, um 1920
- Katze und Hase Ölmalerei auf Karton, 1926
- Im Dschungel oder Wasserstelle im Dschungel
- Elch in sumpfiger Landschaft
- Tänzer Bleistift/Farbstift auf Papier, 1942
- Selbstbildnis mit Hut, Brille und Pfeife

Schriften
- mit Hermann Pohl, Günther Macketanz: Sanssouci in Bild und Wort. Berlin 1922.
- Bunte Tierwelt Kamerun. Berlin [u. a.] 1940.
- Die Suche nach dem Fabeltier. Abenteuerliche Afrikafahrten eines Jägers und Tiermalers. Deutscher Verlag, Berlin 1940 (Von seiner Reise in Liberia).
- Ferienreise an die Nordsee. Berlin [u. a.] 1942[6]
- Durch Heide und Moor. Berlin [u. a.] 1943.
- Mit Büchse und Palette im westafrikanischen Urwald. Berlin [u. a.] 1944.
- Auf Tierfang in Afrika. (= Schneider-Buch) Franz Schneider-Verlag, Augsburg 1951.[6]
- Strongly, der Panther. München 1952
- Vier kleine Negerlein. (= Schneider-Buch) Franz Schneider-Verlag, Augsburg 1952.[6]
- Abenteuer um Kautschuk. Eine Erzählung aus Afrikas Gummibusch. Neuer Jugendschriften Verlag Krummnow & Co., Hannover 1955.
- Afrika um Mitternacht. (= Schneider-Buch) Franz Schneider-Verlag, München 1958.[6]

Illustrationen
- Karl Angebauer: Kameraden in Südwest. Berlin 1936.
- Richard Bars: Michel Hannemanns Traum. Charlottenburg 1916.
- Arthur Berger: Exotische Tiergeschichten. Berlin 1924.
- Hans Blumenthal: Hitler-Jungen erleben die Wehrmacht. Berlin 1940.
- Max von Boehn: Die Wartburg. Berlin 1924.
- Joseph Delmont: Abenteuer mit wilden Tieren. Reutlingen 1927.
- Zoe Droysen: Schwälbchen. Berlin [u. a.] 1942.
- Paul Eipper: Blick in meine Welt. Berlin 1939.
- Frances Hubbard Flaherty: Der Elefanten-Boy. München 1953.
- Felix Freitag: Stimmen der Wälder. Berlin [u. a.] 1944.
- Hermann Freyberg: In den Schlupfwinkeln der Wald- oder Riesengorillas. Berlin-Frohnau 1947.
- Johann Wolfgang von Goethe: Reineke Fuchs. Bremen 1947.
- Bernhard Grzimek: Flug ins Schimpansenland. Stuttgart 1952.
- John Hagenbeck: Auf der verbotenen Straße nach Lhasa. Hannover 1951.
- Hans Heyck: Den Engländern durchs Netz geschlüpft. Berlin [u. a.] 1942.
- Harald Hollm: Im Schlepptau des Hubschraubers. Hannover 1955.
- Friedrich Keim: Bruder Leichtfuß in Australien. Reutlingen 1930.
- Erich Kloss: Auf Lauschposten im deutschen Walde. Leipzig [u. a.] 1935.
- Otto Koke: Familie Frechdachs. Berlin [u. a.] 1942.
- Herbert Krebs: Furche und Fährte. Bremen 1948.
- Fritz Kukuk: Kinner van Duarpe. Kinder vom Dorfe. Plattdeutsche Gedichte mit hochdeutscher Übersetzung, Höxter 1960.
- Heinrich Leis: Schäflein auf der Weide. Berlin [u. a.] 1942.
- Paul Leutwein: Die Oase des falschen Propheten. Reutlingen 1929.
- Hermann Löns: Mein goldenes Buch. Bad Pyrmont [u. a.] 1926.
- Peter Mattheus: Otto Kordel, Lehrling im Zoo. (= Schneider-Buch) Franz Schneider-Verlag, Berlin [u. a.] 1936.[6]
- Karl May: Durch die Wüste. Radebeul 1945.
- Ruth Medger: So fand ich Deutsch-Ostafrika. Berlin [u. a.] 1940.
- Dmitrij S. Merežkovskij: Michelangelo und andere Novellen aus der Renaissancezeit. Berlin 1927.
- Eduard Mörike: Mozart auf der Reise nach Prag. Bremen 1946.
- Erich Robert Petersen: Die weißen Häuser am Gummibusch. Berlin [u. a.] 1936.
- Paul Schlenzka: Belauschtes Afrika. Berlin 1934.
- Karl Schnare: Von Schelmen und besseren Gesellen. Detmold-Berlebeck 1947.
- Willy Steding: Kein Tier ist gering. Berlin 1943.
- Else Steup: Der Pflanzerjunge vom Victoriasee. Berlin 1942.
- Josef S. Viera: Der Höllentrichter. Reutlingen 1927.
- Bernhard Voigt (Schriftsteller): Der lange Tom. Reutlingen 1927.
- Leo Waibel: Der Todesritt in den Karrasbergen. Reutlingen 1927.
- Herbert Wendt: A-B-C, die Katze lief im Schnee. Berlin [u. a.] 1943.
- August Zeddies: Das Alttier vom Heidetal. Hamburg 1948.
- August Zeddies: Der lustige Gockel Hahneputt. Berlin [u. a.] 1943.
- Fedor von Zobeltitz: Das Spiel mit dem Abenteuer. Berlin 1923.